# Rocca dei Boiardo
Die Rocca dei Boiardo ist eine Burg im historischen Zentrum von Scandiano in der italienischen Region Emilia-Romagna. Scandiano, das seit Jahrhunderten zum Herzogtum Reggio gehörte, war bis 1598 Teil des Herzogtums Ferrara, Modena und Reggio und danach bis 1859 Teil des Herzogtums Modena und Reggio.
Die Anlage, deren Bau ab dem 12. Jahrhundert von der Familie Da Fogliano betrieben wurde, wurde nach der Familie Boiardo benannt, die sie von 1423 bis 1560 bewohnte. Sie wurde anfänglich als Verteidigungsfestung errichtet und war mit einer Umfassungsmauer, einem Burggraben mit Zugbrücke und zwei Aussichtstürmen bestückt, von denen einer nie fertig wurde. Die Burg ist Teil des Kreises der Associazione dei Castelli del Ducato di Parma, Piacenza e Pontremoli.

## Geschichte

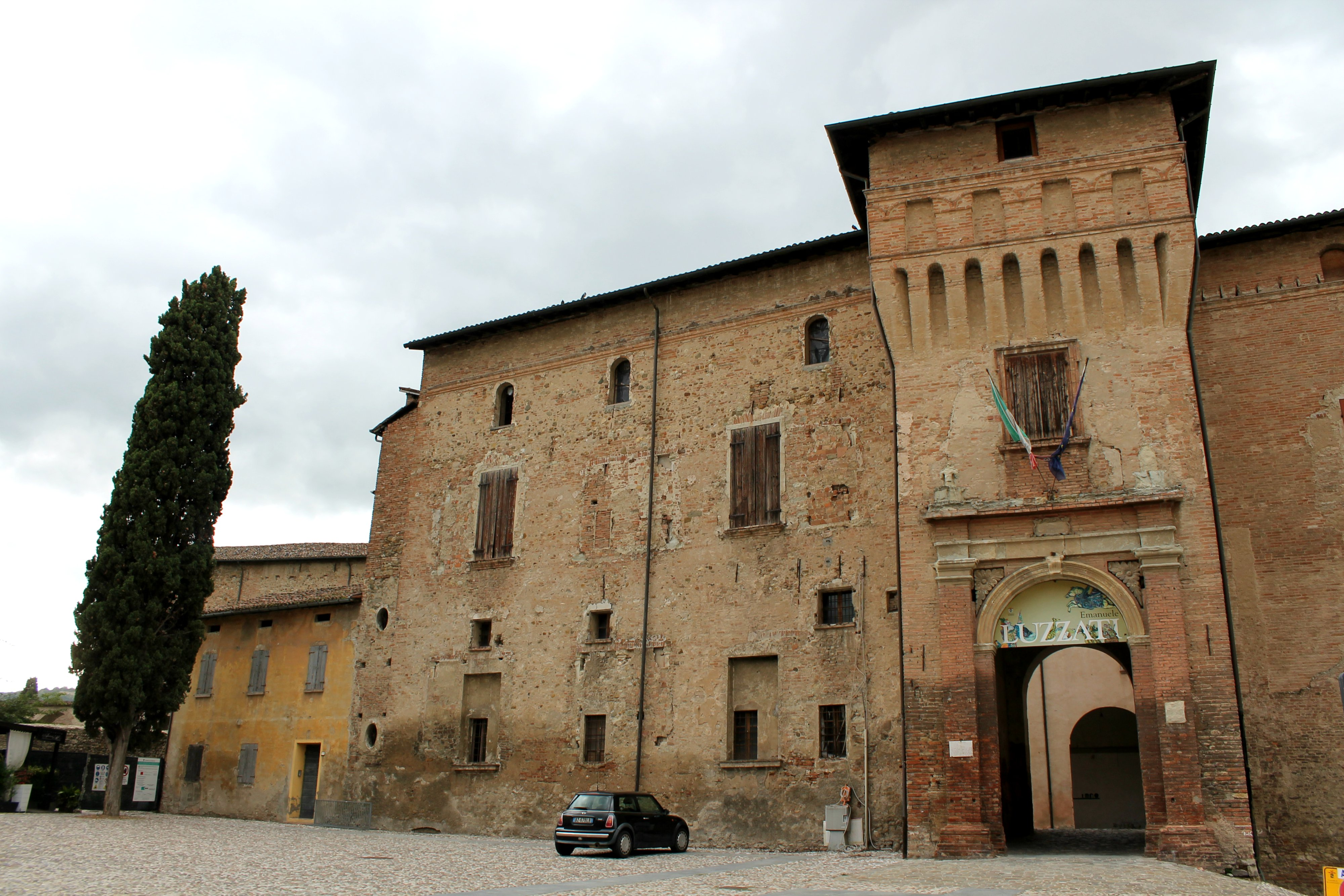
Eingang zur Burg

Der Bau des ersten Kerns der Rocca dei Boiardo begann 1315 und hatte klar die Verteidigung zum Zweck. Später wurde die Burg zum Wohngebäude umgebaut, als die Regierung der Stadt Scandiano in der Zeit zwischen 1423 und 1560 von den Grafen Boiardo übernommen wurde. Genau in dieser Periode wurden die Fresken der Szenen der Aeneis von Nicolò dell’Abbate, einem Maler der Bologneser Schule, geschaffen, die 1772 entfernt und in den „Großen Saal“ des Palazzo Ducale in Modena transferiert wurden. Später wurden sie nach einem Brand, der einen Teil von ihnen irreparabel beschädigte, in die Galleria Estense in Modena verbracht, wo sie heute noch zu sehen sind.
Danach war es die Familie Thiene, die unter der Leitung des Architekten Giovanni Battista Aleotti substanzielle Änderungen an dem Gebäude vornehmen ließ. Der Architekt Aleotti projektierte die imposante Treppe, die zu den oberen Stockwerken führt, ließ den Turm auf der Westseite vollenden und kümmerte sich um die Fassade auf der Südseite. Mit diesen Umbauten nahm die Rocca dei Boiardo eine Form an, die der heutigen fast entspricht. In den folgenden Jahrhunderten wurde sie erst von den Bentivoglios und dann von den Estes von Scandiano, einem Nebenast der Estes, bewohnt, die barocke Verzierungen einführten.
Nach den Markgrafen d'Este durchlief die Burg von Scandiano eine Zeit der Aufgabe und des Verfalls, bevor sie an den Markgrafen De Mari (1740–1777) fiel, um später erneut den regierenden D'Estes zu gehören. Während der Französischen Revolution gehörte die Burg dem Staat und wurde später an Paolo Braglia aus Scandiano verkauft, der sie bis zum Ende der Restauration behielt. Danach fiel sie erneut an die D’Estes, die sie als Sommersitz für die Kadetten der Militärakademie Modena nutzten.
Die Burg verfiel danach bis 1983 zusehends; dann wurden Restaurierungsarbeiten unter der Leitung der Soprintendenza per i Beni Ambientali e Architettonici dell'Emilia-Romagna aufgenommen.
Am 20. Oktober 2007 wurde die Burg von Scandiano für 50 Jahre in die kommunale Verwaltung übernommen.
Im Mai 2011 wurde in der Burg die regionale Önothek mit dem Ziel eingerichtet, die Weine der Gegend (insbesondere den Vino Spergola aus Scandiano als kommunale Benennung) und der Region Emilia-Romagna aufzuwerten.

## Beschreibung
Giovanni Battista Venturi illustrierte in einem Manuskript in den ersten Jahren des 19. Jahrhunderts den Hof der Rocca dei Boiardo, indem er Skizzen, die mit kurzen Kommentaren bereichert waren, schuf. Die Skizzen von Venturi liefern eine Idee davon, wie das Aussehen des Hofes der Anlage gewesen sein könnte. Insbesondere beschreibt das Manuskript die mit Fresken versehenen Wände, wie „in zwei großen Unterteilungen einige der magischen Vorgänge des Gedichtes der Boiardos mit Kolossalfiguren, diversen Schilden mit den Wappen der mit den Boiardos blutsverwandten Familien und weiteren, kleinen Quadraten dazwischen“ gezeigt werden.
Wenn man den Hof der Burg betrachtet, kann man die verschiedenen architektonischen Stile erkennen, die die zahlreichen künstlerischen Eingriffe bezeugen, die im Laufe der Jahrhunderte stattfanden. An der Südwand gibt es noch eine Säule mit dem charakteristisch-mittelalterlichen „Wasserblatt“-Kapitell, die zur ursprünglichen Vorhalle aus dem 15. oder 16. Jahrhundert gehört. An der Westwand gibt es verschiedene Stile und es sind noch Fragmente der Fresken aus dem 16. Jahrhundert erkennbar.

## Wohnräume der D’Estes
Das sogenannte Appartamento Estense (dt.: Wohnräume der D’Estes), das im Erdgeschoss des Gebäudes liegt, umfasst sicherlich die am feinsten ausgearbeiteten Räume der Burg. Es erstreckt sich über verschiedene Säle, die kürzlich restauriert und aufgewertet wurden.

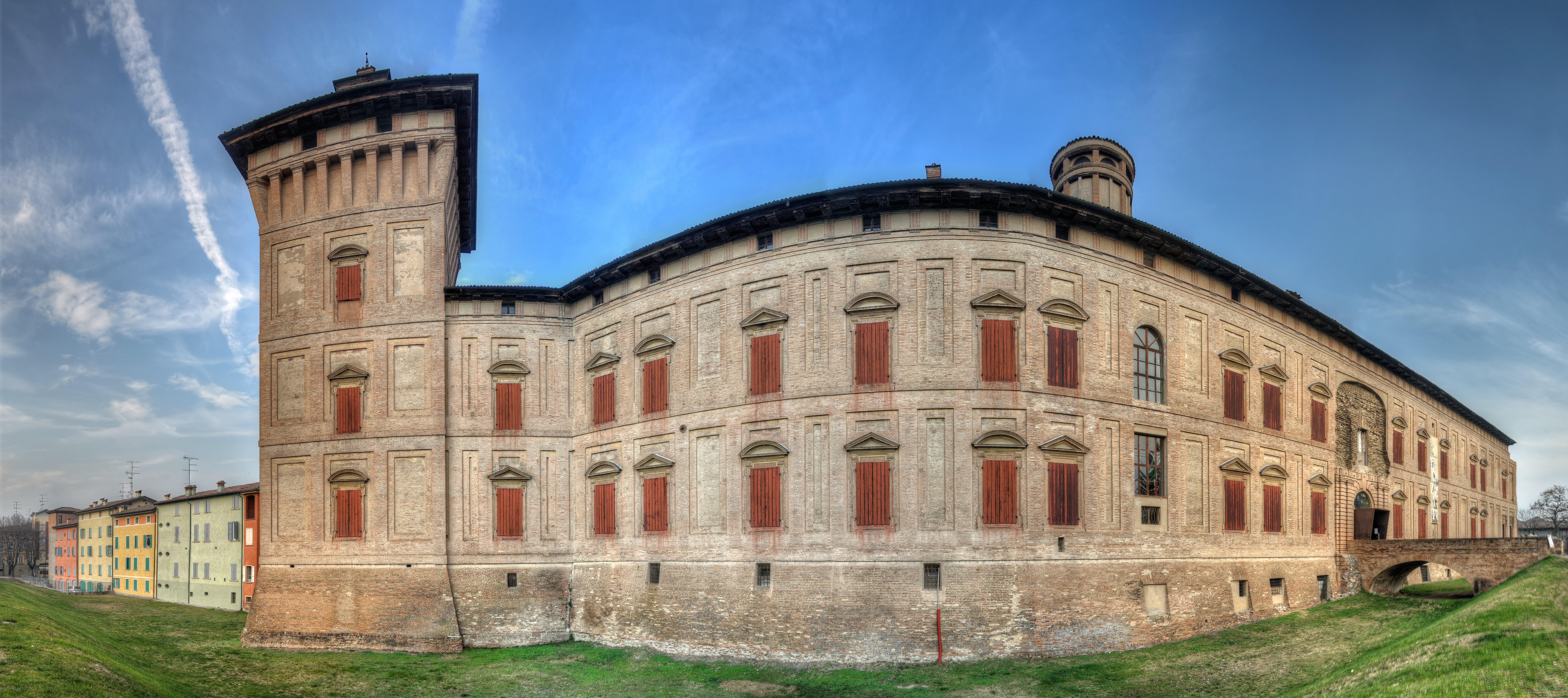
Panoramabild

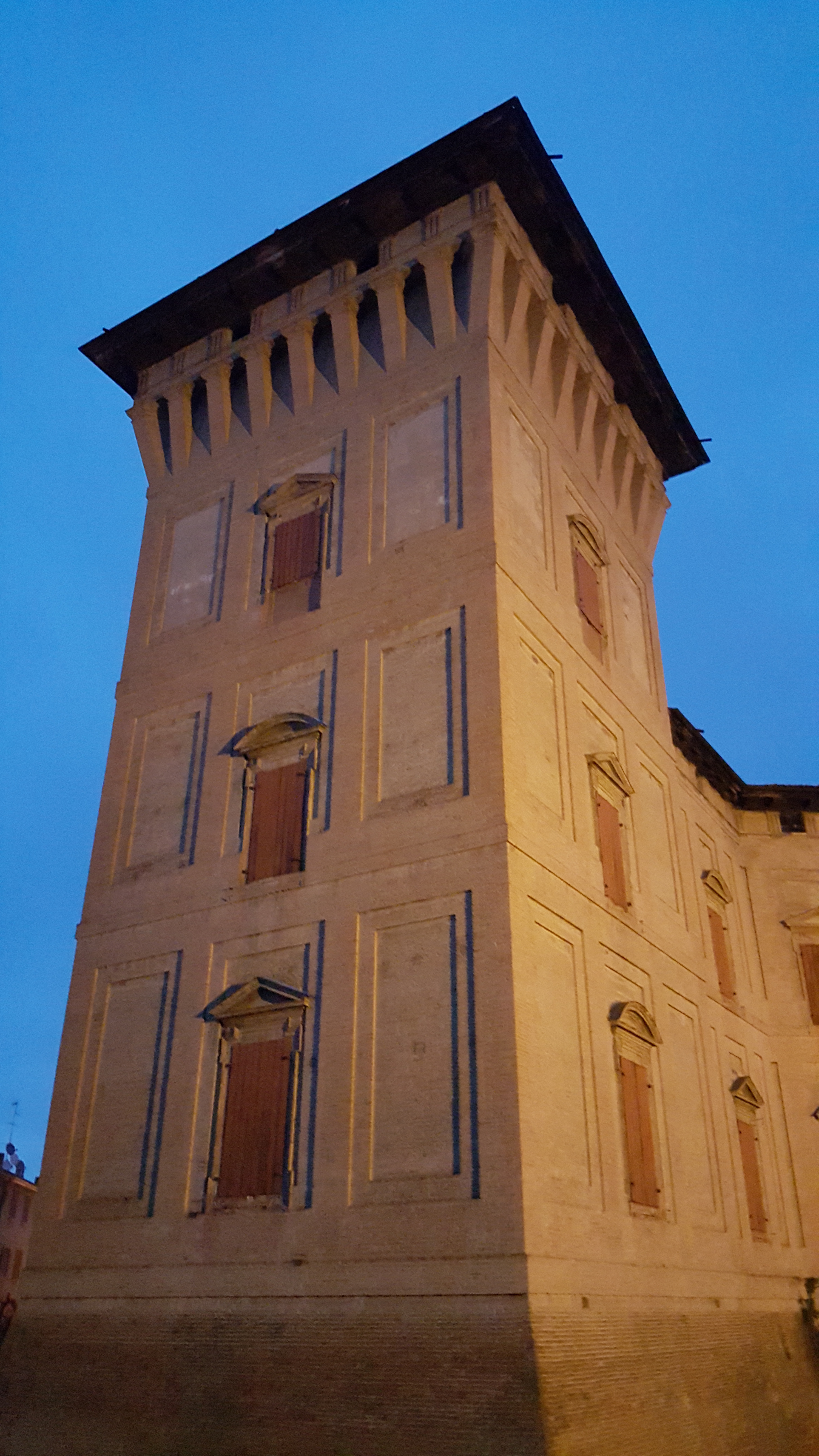
Der Turm in der Abenddämmerung